# 挽田流剣術
挽田流剣術
挽田流剣術（ひきたりゅうけんじゅつ）とは津和野藩伝の武術の一つ。

## 来歴
新陰流の祖、上泉武蔵守（藤原信綱または平信綱）の高弟の一人、疋田景兼（武蔵守の甥とも謂われる）の流れを汲む流派と謂われる。
既に失伝しており詳細不明。
わずかに古書等に記述があるが、剣技等については、ほとんど記述がない。
例 風紋録: 津和野藩勘定方 俣野某による随想録
また、挽田氏は、津和野藩の他に広島藩、福岡藩にも名前が見られるが、両藩においては挽田流剣術の伝承はない。